# Ciclismo al XII Festival olimpico estivo della gioventù europea
Le competizioni di ciclismo al XII Festival olimpico estivo della gioventù europea si sono svolte dal 16 al 18 luglio 2013 a Utrecht, nei Paesi Bassi

## Podi

### Ragazzi
| Gara          | Oro           | Tempo    | Argento          | Tempo | Bronzo        | Tempo |
| Gara in linea | Leo Appelt    | 1h52'22" | Pascal Eenkhoorn | a 2"  | Illja Volkaŭ  | a 19" |
| Cronometro    | Erlend Blikra | 12'05"   | Leo Appelt       | a 1"  | Szymon Sajnok | a 4"  |

### Ragazze
| Gara          | Oro            | Tempo    | Argento             | Tempo | Bronzo            | Tempo |
| Gara in linea | Martina Alzini | 1h25'55" | Charlotte Broughton | s.t.  | Grace Garner      | s.t.  |
| Cronometro    | Lisa Morzenti  | 13'24"   | Pernille Mathiesen  | a 1"  | Ksenija Cimbaljuk | a 11" |